# 夏洛特·克雷奇曼
夏洛特·克雷奇曼（德語：Charlotte Kretschmann，1909年12月3日—2024年8月27日）是一名德国超級人瑞，生前为德国在世最年长者，也是目前德国史上最长寿者。

## 生平
夏洛特·克雷奇曼于1909年12月3日出生在德意志帝国的布雷斯劳（今波兰弗罗茨瓦夫），家中除了父母和哥哥还有居住在波美拉尼亚农场的祖父母，童年生活幸福，备受父母宠爱。她从小热爱运动，儿时练过体操，后来为了证明自己不亚于男性而坚持跑800米，还因表现出色得到当局体育部门嘉奖。
1936年，27岁的克雷奇曼与未来的丈夫维尔纳（Werner）在一场为运动员举办的舞会上相识相恋，同年便结婚，唯一的女儿西格丽德（Siegrid）于次年出生。第二次世界大战期间，克雷奇曼的丈夫应征入伍，被派往法国前线作战，她则同女儿留在家乡，直到1944年迫于苏联军队逼近而逃往斯图加特。幸得红十字会相助，一家人在战后团聚于斯图加特，从此定居在那里。克雷奇曼与丈夫婚后恩爱如初，直到后者于1996年离世。
此后克雷奇曼常年独居，直至2014年经历了脑出血。为得到更好的医疗照顾，她住进了泰克山下基希海姆的一家疗养院，那里的医生则表示她的身体状况好得不像是百岁老人。在孙辈的热心支持下，她甚至开通了自己的Instagram账户，时常分享日常生活，关注人数过万。2019年12月3日克雷奇曼迎来110岁生日，跻身超级人瑞行列，而她的女儿已于同年稍早辞世，2023年8月23日她以113岁263天之龄获老人学研究组织（GRG）认证为德国在世最年长者。
2024年8月27日，克雷奇曼在泰克山下基希海姆的疗养院中过世，享寿114岁268天。彼时她是仅次于埃塞尔·凯特勒姆的欧洲在世第二年长者和全球在世第六年长者。

## 长寿纪录
- 2022年9月18日，安娜·切诺霍尔斯基逝世，夏洛特·克雷奇曼以112岁289天之龄成为德国在世最年长者。[12]
- 2023年2月8日，玛丽亚·奥伦巴赫（Maria Aulenbacher）在美国去世，夏洛特·克雷奇曼以113岁67天之龄成为出生于德意志帝国的在世最年长者。[12]
- 2023年8月8日，夏洛特·克雷奇曼以113岁248天之龄超越约瑟菲娜·奥尔曼的记录，成为德国史上获验证最长寿者。[12]
- 2023年12月10日，夏洛特·克雷奇曼以114岁7天之龄超越年龄尚未证实的古斯塔夫·格奈斯，成为德国史上无争议最长寿者。[12]